# Velone-Orneto
Velone-Orneto (kors. Velone è Ornetu) – miejscowość i gmina we Francji, w regionie Korsyka, w departamencie Górna Korsyka.
Według danych na rok 1990 gminę zamieszkiwało 109 osób, a gęstość zaludnienia wynosiła 9 osób/km².